# Hlîbociîțea, Jîtomîr
Hlîbociîțea (în ucraineană Глибочиця) este localitatea de reședință a comunei Hlîbociîțea din raionul Jîtomîr, regiunea Jîtomîr, Ucraina.

## Demografie
Componența lingvistică a localității Hlîbociîțea
     Ucraineană (97,07%)
     Rusă (2,79%)
     Alte limbi (0,07%)
Conform recensământului din 2001, majoritatea populației localității Hlîbociîțea era vorbitoare de ucraineană (97,07%), existând în minoritate și vorbitori de rusă (2,79%).